# Anna Tumarkin
Pour les articles homonymes, voir Tumarkin.
Anna Tumarkin (en russe : Анна-Эстер Павловна Тумаркина, Anna-Ester Pavlovna Toumarkina), née le 4 février 1875 (16 février dans le calendrier grégorien) à Doubrowna en Russie (de nos jours en Biélorussie) et morte le 7 août 1951 à Muri en Suisse,, est une philosophe russe, connue pour avoir été la première professeure d'Europe à avoir eu l'autorisation de faire passer des examens de doctorat et d'habilitation en 1898 et à pouvoir siéger au sénat d'une université. Elle est également la première femme à enseigner à l'université de Berne en 1898.

## Biographie
Née Anna-Ester Pavlovna Toumarkina le 16 février 1875 à Doubrowna, Anna Tumarkin grandit dans le foyer de Paul et Sophie Herzenstein. Elle effectue sa scolarité au lycée de jeunes filles à Kichinev (Bessarabie) et des études de philosophie à l'université de Berne, sous la direction de  
Ludwig Stein à partir de 1892). Elle passe son doctorat en 1895, et commence ses recherches sous la direction de Wilhelm Dilthey à Berlin. Elle est la première femme européenne à passer son habilitation à l'université de Berne en 1898. 
Elle est également la première à enseigner à l'université de Berne en 1898), d'abord en tant que professeur titulaire en 1906), puis professeur extraordinaire de philosophie et d'esthétique de 1909 à 1943. Elle s'implique dans le mouvement féministe et dans l'Association suisse des femmes universitaires. Elle est favorable à la SAFFA de 1928. Elle est la première femme européenne professeure pouvant faire passer des examens de doctorat et d'habilitation et à siéger au sénat d'une université. 
En 1937, elle remporte le prix Theodor-Kocher.

## Œuvres
Wesen und Werden der schweizerischen Philosophie, 1948